# جاي فريدريك كيلي
جاي فريدريك كيلي (بالإنجليزية: J. Frederick Kelly)‏ هو مهندس معماري أمريكي، ولد في 1888، وتوفي في 1947.